# Lista de viagens presidenciais de Joachim Gauck
Esta é uma lista de viagens presidenciais internacionais realizadas por Joachim Gauck, o 11º Presidente da Alemanha desde sua posse em 18 de março de 2012 ao dia do fim do seu governo em 18 de março de 2017.

## Viagens por país
| Número de visitas | País |
| ----------------- | --- |
| 1 visita          | Afeganistão, África do Sul, Canadá, Chile, China, Colômbia, Coreia do Sul, Croácia, Dinamarca, Hungria, Eslováquia, Espanha, Estados Unidos, Etiópia, Finlândia, Grécia, Índia, Japão, Jordânia, Liechtenstein, Lituânia, Luxemburgo, Mali, Malta, Mongólia, Nigéria, Noruega, Peru, Romênia, Tanzânia, Tunísia, Turquia, Santa Sé, Uruguai |
| 2 visitas         | Brasil, Bulgária, Eslovênia, Letônia, Portugal |
| 3 visitas         | Israel, República Checa, Ucrânia |
| 4 visitas         | Áustria, Bélgica, Reino Unido, Suíça |
| 5 visitas         | Itália, Países Baixos |
| 6 visitas         | França |
| 11 visitas        | Polônia |

## 2012
| País          | Cidade/Região        | Período             | Anfitrião               | Notas |
| ------------- | -------------------- | ------------------- | ----------------------- | --- |
| Polónia       | Varsóvia             | 26 - 27 de março    | Bronisław Komorowski    | Em sua visita inaugural à Polônia, Gauck foi recebido pelo Presidente Bronisław Komorowski e reuniu-se com o Primeiro-ministro Donald Tusk. |
| Bélgica       | Bruxelas             | 16 - 17 de abril    | Elio Di Rupo            | Gauck visitou as instituições da União Europeia e da OTAN sediadas em Bruxelas e Estrasburgo; reuniu-se com o Secretário-geral da OTAN Anders Fogh Rasmussen e foi recebido pelo Primeiro-ministro belga Elio Di Rupo, o Presidente do Conselho Europeu Herman Van Rompuy e o Presidente da Comissão Europeia José Manuel Barroso. |
| França        | Estrasburgo          | 16 - 17 de abril    | Nicolas Sarkozy         | Gauck visitou as instituições da União Europeia e da OTAN sediadas em Bruxelas e Estrasburgo; reuniu-se com o Secretário-geral da OTAN Anders Fogh Rasmussen e foi recebido pelo Primeiro-ministro belga Elio Di Rupo, o Presidente do Conselho Europeu Herman Van Rompuy e o Presidente da Comissão Europeia José Manuel Barroso. |
| Suécia        | Estocolmo            | 4 de maio           | Rei Carlos XVI Gustavo  | Gauck foi recebido pelo Rei Carlos XVI Gustavo em cerimônia solene no Palácio Real de Estocolmo e participou das comemorações pelo 400º aniversário da Tyska Skolan (Escola Alemã) na Gamla stan. |
| Países Baixos | Breda Amsterdão      | 5 - 6 de maio       | Rainha Beatrix          | Em sua primeira viagem presidencial aos Países Baixos, Gauck tornou-se o primeiro dignatário estrangeiro a participar das celebrações pelo Dia da Liberação (Bevrijdingsdag), nas quais discursou publicamente. Posteriormente, reuniu-se com a Rainha Beatrix e o Príncipe-herdeiro Guilherme-Alexandre. |
| Israel        | Tel Aviv Jerusalém   | 28 - 31 de maio     | Shimon Peres            | Em Tel Aviv, Gauck foi recebido pelo Presidente israelense Shimon Peres e reuniu-se com outros políticos proeminentes, como o Primeiro-ministro Benjamin Netanyahu, o Ministro do Exterior Avigdor Liberman e o Líder da Oposição Shelly Yachimovich. Durante sua viagem, o presidente alemão visitou o memorial Yad Vashem e o Instituto Weizmann de Ciência, reunindo-se posteriormente com sobreviventes do Holocausto e a delegação olímpica israelense de 1972. |
| Palestina     | Rehovot Ramallah     | 28 - 31 de maio     | Mahmoud Abbas           | Em Tel Aviv, Gauck foi recebido pelo Presidente israelense Shimon Peres e reuniu-se com outros políticos proeminentes, como o Primeiro-ministro Benjamin Netanyahu, o Ministro do Exterior Avigdor Liberman e o Líder da Oposição Shelly Yachimovich. Durante sua viagem, o presidente alemão visitou o memorial Yad Vashem e o Instituto Weizmann de Ciência, reunindo-se posteriormente com sobreviventes do Holocausto e a delegação olímpica israelense de 1972. |
| Suíça         | Chur                 | 11 de junho         | Eveline Widmer-Schlumpf | Gauck participou do encontro informal entre chefes de Estado de língua germânica, incluindo o Presidente austríaco Heinz Fischer e Aloísio de Liechtenstein. |
| Itália        | Roma                 | 15 de junho         | Giorgio Napolitano      | |
| França        | Paris                | 2 de julho          | François Hollande       | |
| Reino Unido   | Londres              | 27 - 28 de julho    | Isabel II               | Gauck participou de uma recepção formal no Palácio de Buckingham oferecida pela Rainha Isabel II em honra aos chefes de Estado presentes na abertura dos Jogos Olímpicos de 2012. No dia seguinte, Gauck reuniu-se com atletas alemães na Vila Olímpica e assistiu uma competição de ginástica na Arena de Greenwich. |
| Polónia       | Kostrzyn nad Odrą    | 2 de agosto         |                         | Gauck inaugurou o festival Przystanek Woodstock. |
| Áustria       | Viena                | 16 de agosto        |                         | |
| Reino Unido   | Londres              | 29 - 30 de agosto   | Rainha Isabel II        | Gauck participou da cerimônia de abertura dos Jogos Paralímpicos de 2012. No dia seguinte, o presidente alemão reuniu-se com atletas na Vila Paralímpica de Londres e concedeu as medalhas aos atletas de Ciclismo. |
| Dinamarca     | Copenhaga            | 11 de setembro      | Rainha Margarida II     | Em sua viagem inaugural à Dinamarca, Gauck foi recebido pela Rainha Margarida II e membros de seu governo. |
| Chéquia       | Praga Lidice         | 10 de outubro       | Václav Klaus            | Gauck reuniu-se com o Presidente Václav Klaus e o Primeiro-ministro Petr Nečas. Posteriormente, o presidente alemão conheceu ativistas da Revolução de Veludo. A viagem foi encerrada com uma visita ao Memorial Lidice em memória da retaliação nazista à Operação Antropoide. |
| Reino Unido   | Londres              | 13 de novembro      |                         | |
| Itália        | Nápoles              | 19 - 20 de novembro |                         | |
| Santa Sé      | Cidade do Vaticano   | 5 - 6 de dezembro   | Papa Bento XVI          | |
| Croácia       | Zagreb               | 6 - 7 de dezembro   |                         | |
| Afeganistão   | Mazar-i-Sharif Cabul | 17 - 19 de dezembro |                         | |

## 2016
| País        | Cidade/Região                           | Período               | Anfitrião               | Notas |
| ----------- | --------------------------------------- | --------------------- | ----------------------- | --- |
| Suíça       | Davos                                   | 20 de janeiro         | Johann Schneider-Ammann | Gauck participou do Fórum Econômico Mundial. |
| Nigéria     | Lagos Abuja                             | 2-8 de fevereiro      | Muhammadu Buhari        | Gauck foi recebido pelo Governador Akinwunmi Ambode em Lagos, onde reuniu-se também com o vencedor do Nobel de Literatura Wole Soyinka. Ainda na cidade, reuniu-se com representantes comerciais alemães e nigerinas. Em Abuja, o presidente alemão reuniu-se com Kadré Désiré Ouédraogo, presidente da Comunidade Económica dos Estados da África Ocidental, e visitou o campo de refugiados de Nova Kuchigoro. No fim da visita oficial, Gauck foi recebido com honras militares pelo Presidente Muhammadu Buhari no Palácio Presidencial. |
| Mali        | Bamako Koulikoro                        | 2-8 de fevereiro      | Ibrahim B. Keïta        | Em sua visita ao Mali, Gauck foi recebido pelo Presidente Ibrahim Boubacar Keita. Posteriormente, visitou as instalações da Missão de Treinamento da União Europeia no Mali (EUTM) e reuniu-se com tropas alemães em Camp Gecko. |
| Bélgica     | Bruxelas Antuérpia Mechelen Liège Eupen | 8-10 de março         | Rei Filipe              | Em sua visita oficial à Bélgica, Gauck foi recebido com honras militares pelo Rei Filipe e a Rainha Matilde e teve reuniões posteriores com o Primeiro-ministro Charles Michel e lideranças da do Parlamento belga. Em Eupen, reuniu-se com Oliver Paasch, Presidente-ministro da Comunidade germanófona. |
| China       | Beijing Xangai Xi'an                    | 20-24 de março        | Xi Jinping              | Em sua visita oficial a China, Gauck reuniu-se com o Presidente Xi Jinping e teve encontro de palestras com intelectuais, artistas e líderes religiosos do país. Posteriormente, o presidente alemão discursou na Universidade Tongji, em Xangai. |
| Itália      | Turim                                   | 13 de abril           | Sergio Mattarella       | |
| Reino Unido | Órcades Londres                         | 31 de maio-1 de junho | Rainha Isabel II        | Em sua visita oficial ao Reino Unido, Gauck uniu-se a Princesa Ana em serviço memorial na Catedral de São Magno para comemorar o centenário da Batalha da Jutlândia. Após os eventos e sua breve passagem pelas Órcades, Gauck seguiu para a capital britânica, onde foi recebido pela Rainha Isabel II. Em paralelo aos eventos oficiais, a comitiva alemã visitou o Victoria and Albert Museum. |
| Polónia     | Varsóvia                                | 17 de junho           | Andrzej Duda            | |
| Roménia     | Bucareste Sibiu                         | 20-24 de junho        | Klaus Iohannis          | Gauck reuniu-se com o Presidente romeno Klaus Johannis e o Primeiro-ministro Dacian Ciolos. Posteriormente, liderou encontro com empresários do país e representantes da sociedade. |
| Bulgária    | Sófia                                   | 20-24 de junho        | Rosen Plevneliev        | Gauck participou do Fórum Econômico Alemanha-Bulgária. |
| Eslovênia   | Ljubljana                               | 20-24 de junho        | Borut Pahor             | Gauck compareceu às comemorações do 25º aniversário da Independência da Eslovênia. |
| Chile       | Santiago                                | 11-16 de julho        | Michelle Bachelet       | |
| Uruguai     | Montevidéu                              | 11-16 de julho        | Tabaré Vázquez          | |
| Bélgica     | Bruxelas                                | 7-8 de setembro       | Charles Michel          | Gauck compareceu a uma reunião de chefes de Estado de países germânicos. |
| Bulgária    | Sófia Plovdiv                           | 14-15 de setembro     | Rosen Plevneliev        | Gauck compareceu à reunião de chefes de Estado do Grupo de Arraiolos. |
| Ucrânia     | Kiev                                    | 29 de setembro        | Petro Poroshenko        | Gauck participou do memorial de 75 anos dos massacres de Babi Yar. |
| Israel      | Jerusalém                               | 30 de setembro        | Reuven Rivlin           | Gauck liderou a delegação alemã no funeral de Estado de Shimon Peres, ex-presidente e primeiro-ministro israelense. |
| Polónia     | Gdansk                                  | 10 de novembro        | Andrzej Duda            | |
| Japão       | Tóquio Quioto Nagasaki                  | 13-18 de novembro     | Akihito                 | |
| Polónia     | Szczecin                                | 28 de novembro        | Andrzej Duda            | |

## 2017
| País          | Cidade/Região       | Período          | Anfitrião               | Notas |
| ------------- | ------------------- | ---------------- | ----------------------- | --- |
| França        | Paris               | 25-26 de janeiro | François Hollande       | Gauck reuniu-se com o Presidente francês François Hollande e recebeu o título de doutor honoris causa da Universidade Paris-Sorbonne.                                                                         |
| Espanha       | Madrid              | 1 de fevereiro   | Rei Filipe VI           | Gauck foi recebido com honras para um banquete real oferecido pelo Rei Filipe VI e a Rainha Letícia no Palácio Real de Madrid. Posteriormente, a comitiva alemã visitou o Museu do Prado.                     |
| Países Baixos | Den Haag Maastricht | 6-7 de fevereiro | Rei Guilherme-Alexandre | Em sua visita oficial aos Países Baixos, Gauck foi recebido pelo Rei Guilherme-Alexandre e a Rainha Máxima. Em seguida, visitou a Mauritshuis e recebeu o título honoris causa da Universidade de Maastricht. |
| Letônia       | Riga                | 9 de fevereiro   | Raimonds Vējonis        | Em sua viagem à Letônia, Gauck foi recebido pelo Presidente Raimonds Vējonis e reuniu-se com os presidentes Dalia Grybauskaitė (da Lituânia) e Kersti Kaljulaid (da Estônia).                                 |